# (13668) Tanner
(13668) Tanner (1997 HQ1) – planetoida z pasa głównego asteroid okrążająca Słońce w ciągu 3,47 lat w średniej odległości 2,29 j.a. Odkryta 28 kwietnia 1997 roku.